# Klink
Klink település Németországban, Mecklenburg-Elő-Pomeránia tartományban. Lakosainak száma 1179 fő (2023. december 31.).

## Népesség
A település népességének változása:
| Lakosok száma | 1127 | 1136 | 1136 | 1169 | 1179 |
|               | 2017 | 2019 | 2021 | 2022 | 2023 |